# 李琦 (清朝进士)
李琦（?—?），琼山县东岸人，清朝政治人物，同进士出身。
乾隆四十九年（1784年），登甲辰科进士，授国子监学正、河南桐柏知县。